# Les Avanchers-Valmorel
Les Avanchers-Valmorel är en kommun i departementet Savoie i regionen Auvergne-Rhône-Alpes i sydöstra Frankrike. Kommunen ligger i kantonen Moûtiers som tillhör arrondissementet Albertville. År 2022 hade Les Avanchers-Valmorel 739 invånare.

## Befolkningsutveckling
Antalet invånare i kommunen Les Avanchers-Valmorel
| Referens: INSEE |